# Shadow DN1
Der Shadow DN1 ist ein Rennwagen, den Tony Southgate Ende 1972 für Shadow Racing Cars entwickelte und mit dem das Team 1973 in der Formel 1 debütierte.
Die Chassis kamen ab dem dritten Rennen der Saison 1973 bis Anfang der Saison 1974 im Werksteam sowie 1973 im Kundenteam Embassy-Hill zum Einsatz. Alle Fahrzeuge wurden von einem Cosworth-DFV-Motor angetrieben.

## Geschichte

### Hintergrund
Don Nichols hatte von seinem Unternehmen Advanced Vehicle Systems seit 1970 bereits mehrere als Shadow bezeichnete Sportwagen-Prototypen bauen lassen und im Canadian-American Challenge Cup (Can-Am) eingesetzt. Mit Jackie Oliver als Fahrer gelangen dem Team regelmäßig gute Qualifikationsergebnisse, doch blieb die Zuverlässigkeit ein großes Problem der Fahrzeuge. Ende 1972 entschied sich Nichols parallel zum Can-Am-Engagement zum Eintritt in die Formel 1 ab der Saison 1973. Er konnte den bisherigen B.R.M.-Chefdesigner Tony Southgate und den March-Mitgründer Alan Rees für die Schlüsselpositionen im Team gewinnen und brachte Jackie Oliver als Fahrer in die Formel 1 zurück. Zweiter Fahrer wurde George Follmer, der zwar noch keine Formel-1-Erfahrung hatte, aber in verschiedenen nordamerikanischen Rennserien Erfolge erzielen konnte und 1972 mit Penske Racing auf Porsche 917/10 Gesamtsieger in der Can-Am geworden war. 

### Shadow DN1 (1973–1974)
Den ersten Renneinsatz hatten die DN1 beim dritten Saisonrennen, dem Großen Preis von Südafrika 1973. Sowohl Oliver als auch Follmer starteten mit dem neuen Wagen. Bereits hier zeichnete sich der Saisonverlauf ab, da beide Fahrer in der Qualifikation nicht über das hintere Mittelfeld hinauskamen und nur unter besonderen Umständen WM-Punkte erzielen konnten. So holte Follmer als Sechster einen Punkt, doch war dies eher dem Rennverlauf geschuldet, in dem viele Fahrzeuge mit technischen Problemen zu kämpfen hatten. Beim folgenden Rennen in Spanien fuhr Follmer als Dritter auf das Podest, doch blieb dies sein letzter Erfolg in der Saison. Ab diesem Rennen startete auch Graham Hill mit einem DN1 für sein eigenes Team, doch gelang dem zweimaligen Weltmeister kein Erfolg mit dem Wagen. Jackie Oliver hatte einen desaströsen Saisonbeginn und punktete erst beim vorletzten Saisonrennen. Die DN1-Fahrer hatten Schwierigkeiten mit dem Fahrverhalten des Wagens. Die Zuverlässigkeit litt zudem stark unter den Vibrationsproblemen des Chassis, was zu vielen Ausfällen führte. 
Ein letzter Erfolg war der dritte Platz von Oliver beim Großen Preis von Kanada. Das Rennen hatte durch starken Regen eine chaotische Wendung genommen und die Rennleitung sah sich auch aufgrund des ersten, nicht ausreichend durchdachten Einsatz eines Safety-Cars völlig überfordert. Zudem wurde die Zielflagge nicht für den Führenden, sondern erst für eine nachfolgende Fahrzeuggruppe geschwenkt. So kam es, dass nach Rennende sowohl Oliver als auch seine Kontrahenten Emerson Fittipaldi und Peter Revson, der den Erfolg letztendlich zuerkannt bekam, den Rennsieg für sich beanspruchten. Für das Saisonfinale in den USA meldete Shadow einen dritten DN1 für Brian Redman; der Fahrer wurde aber bereits in der sechsten Runde disqualifiziert, da er zuvor unzulässige Starthilfe in der Boxengasse erhalten hatte. Letztendlich beendete Shadow die Debütsaison 1973 mit neun Gesamtpunkten auf dem achten Platz der Konstrukteurswertung. Oliver hatte vier Punkte erzielt, Follmer fünf. Hill und Redman blieben punktelos.
Für die Formel-1-Saison 1974 wurde das Nachfolgemodell Shadow DN3 gebaut, doch konnte bis zum Großen Preis von Argentinien, dem ersten Rennen des Jahres, nur ein DN3 fertiggestellt werden. Dementsprechend startete der neu verpflichtete Jean-Pierre Jarier dort sowie beim folgenden Lauf in Brasilien noch mit dem DN1. Bei beiden Rennen fiel er aus. Danach stand auch für ihn ein DN3 zur Verfügung, weswegen DN1 nur noch als Ersatzfahrzeuge mitgeführt wurden und zu keinem weiteren Renneinsatz mehr kamen.

## Technik
Der Shadow DN1 wurde völlig neu entwickelt. Chefdesigner Southgate richtete sich für das Design nach für die Zeit üblichen Formel-1-Fahrzeugen, große Innovationen gab es nicht. Die Karosserie wurde aus Aluminiumblech um einen Gitterrahmen aufgebaut. Große Probleme bereiteten starke Vibrationen des Chassis, die das Material belasteten und viele Ausfälle technischer Natur zur Folge hatten. Als Ursache gilt das unruhige Laufverhalten des Achtzylindermotors, mit dem Southgate nicht vertraut war und der im Vergleich zum sehr vibrationsarmen B.R.M.-Zwölfzylindermotor, mit dem er bislang alle seine Formel-1-Fahrzeuge entwickelt hatte, eine höhere Steifigkeit und Dämpfung benötigte. Die Lösung erforderte tiefgreifende Änderungen am Chassis, die während der Saison nicht durchführbar waren und so erst mit dem Shadow DN3 in der Folgesaison umgesetzt wurden. Die genaue Zahl der im Shadow-Werk in Northampton aufgebauten Chassis ist unbekannt, die Existenz von mindestens acht DN1, von denen zwei bei Rennen zerstört wurden, gilt aber als nachgewiesen.
Für die Motorisierung kam bei allen Chassis ein Cosworth-DFV-Motor zum Einsatz, dessen Entwicklung Ende der 1960er-Jahre von Ford finanziert worden war. Daher wurde das Aggregat teilweise auch unter der Herstellerbezeichnung Ford-Cosworth bzw. nur Ford gemeldet. Die Getriebe wurden von Hewland bezogen. Diese Kombination aus Motor und Getriebe war zu dieser Zeit weit verbreitet und galt als effektivste Lösung für den Aufbau des Antriebsstrangs aus Zuliefererteilen.

## Lackierung und Sponsoring
Zwischen 1973 und 1974 trat das Werksteam Shadow Racing Cars sowie 1973 das Embassy-Hill-Kundenteam mit DN1-Chassis an:
- Die Werksfahrzeuge erschienen im für Shadow typischen tiefschwarz, eine wenige Akzente in Weiß waren unter anderem die Sponsorenlogos von Universal Oil Products. Zudem wurde eine große Flagge der Vereinigten Staaten auf der Lufthutze angebracht, um die amerikanische Herkunft des Teams zu unterstreichen
- Das Kundenfahrzeug von Embassy-Hill erschien dem Corporate Design der Embassy-Marke des Sponsors Imperial Tobacco entsprechend in Weiß mit roten und schwarzen Akzenten.

## Galerie

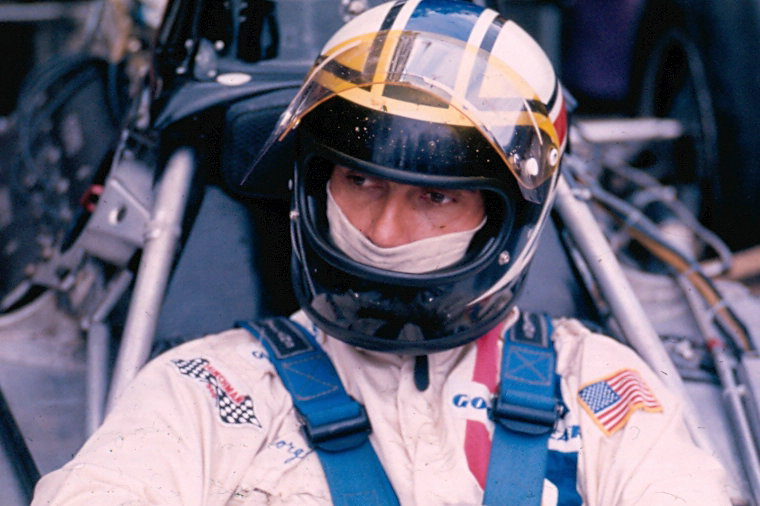
George Follmer war mit fünf WM-Punkten der erfolgreichste DN1-Fahrer
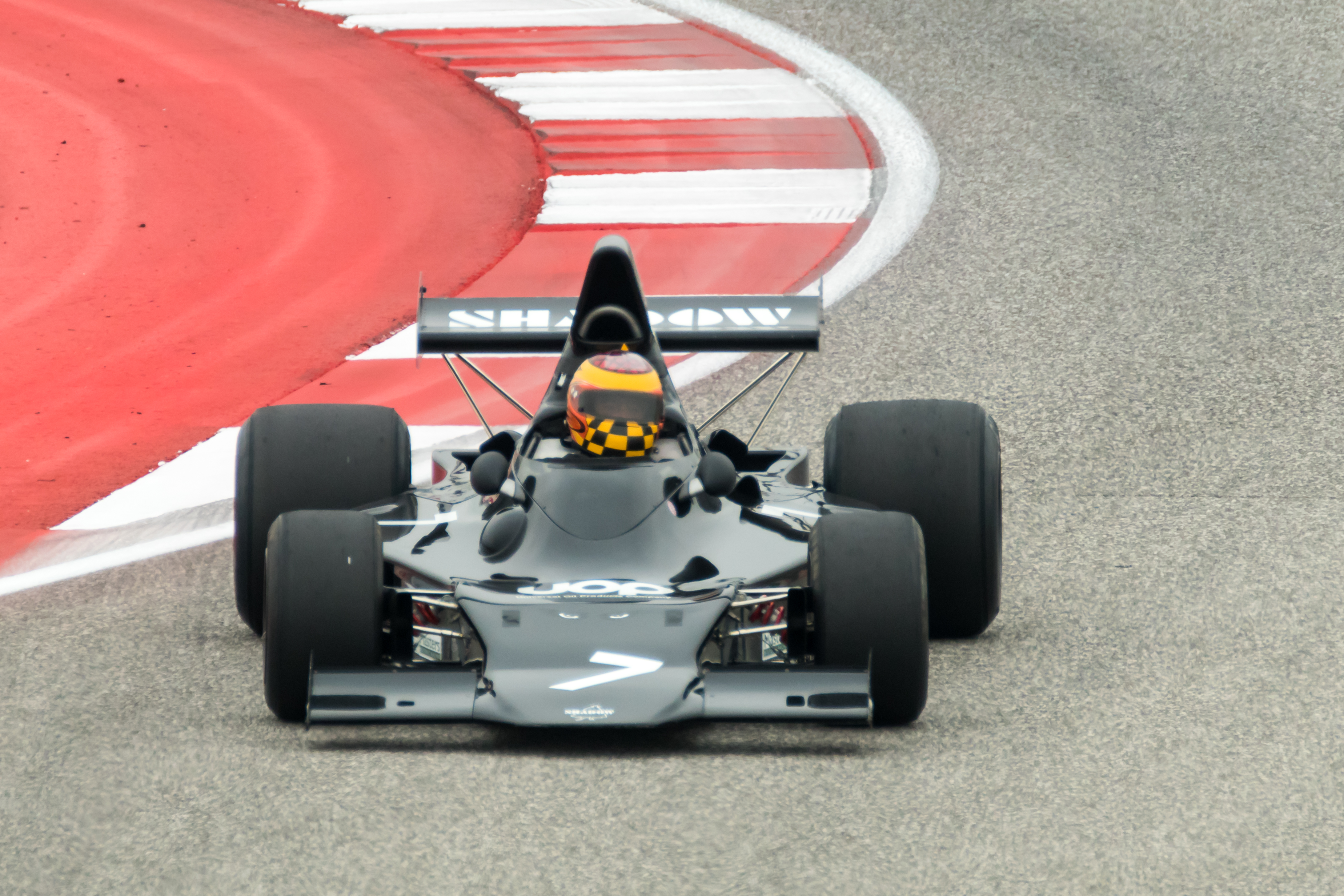
Historischer Werks-DN1 von vorn, 2017
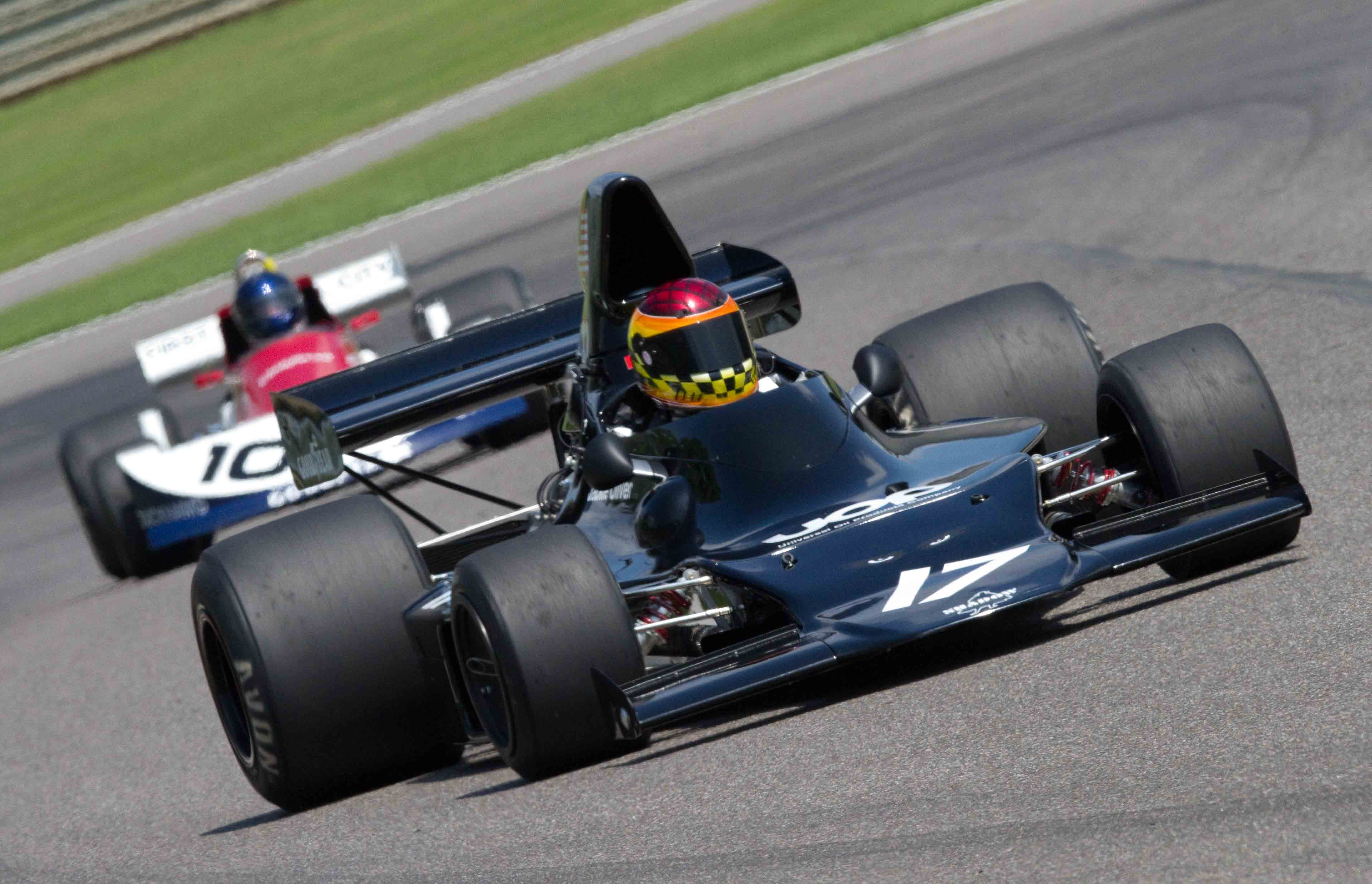
DN1 vor einem March 761 bei einem Rennen mit historischen Fahrzeugen, 2010
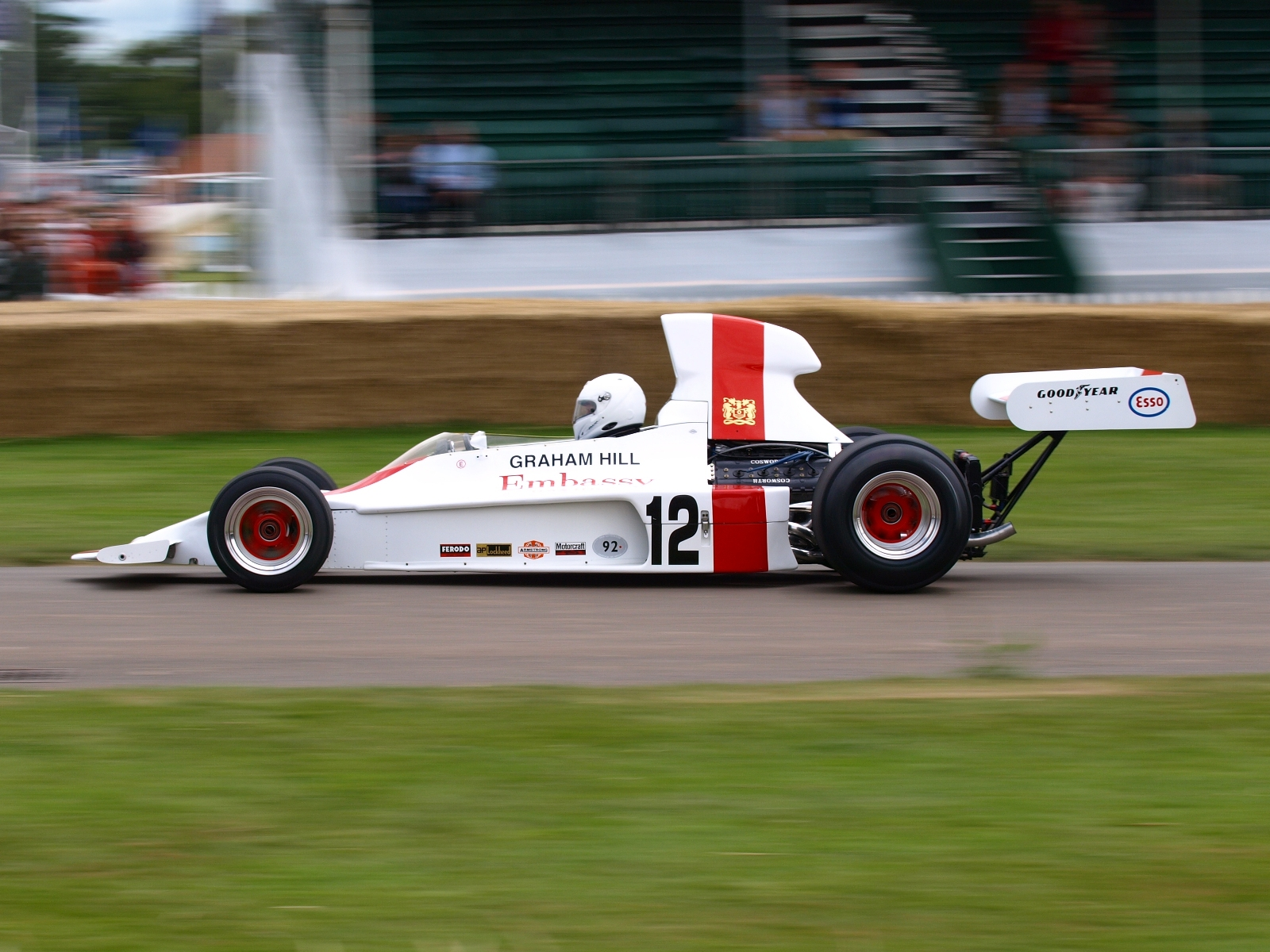
Historischer Embassy-Hill-DN1, 2008

## Ergebnisse
| Fahrer               | Nr.                  | 1   | 2   | 3   | 4   | 5   | 6   | 7   | 8   | 9   | 10  | 11  | 12  | 13 | 14 | 15  | Punkte | Rang |
| -------------------- | -------------------- | --- | --- | --- | --- | --- | --- | --- | --- | --- | --- | --- | --- | -- | -- | --- | ------ | ---- |
| Formel-1-Saison 1973 | Formel-1-Saison 1973 |     |     |     |     |     |     |     |     |     |     |     |     |    |    |     | 9      | 8.   |
| Jackie Oliver        | – 1                  |     |     | DNF | DNF | DNF | 10  | DNF | DNF | DNF | DNF | 8   | DNF | 11 | 3  | 15  | 9      | 8.   |
| George Follmer       | – 1                  |     |     | 6   | 3   | DNF | DNS | 14  | DNF | DNF | 10  | DNF | DNF | 10 | 17 | 14  | 9      | 8.   |
| Brian Redman         | – 1                  |     |     |     |     |     |     |     |     |     |     |     |     |    |    | DSQ | 9      | 8.   |
| Graham Hill          | – 1                  |     |     |     | DNF | 9   | DNF | DNF | 10  | DNF | NC  | 13  | DNF | 14 | 16 | 13  | 9      | 8.   |
| Formel-1-Saison 1974 | Formel-1-Saison 1974 |     |     |     |     |     |     |     |     |     |     |     |     |    |    |     | 7      | 8.   |
| Jean-Pierre Jarier   | 17                   | DNF | DNF |     |     |     |     |     |     |     |     |     |     |    |    |     | 7      | 8.   |

| Legende  | Legende            | Legende                                                          |
| Farbe    | Abkürzung          | Bedeutung                                                        |
| -------- | ------------------ | ---------------------------------------------------------------- |
| Gold     | –                  | Sieg                                                             |
| Silber   | –                  | 2. Platz                                                         |
| Bronze   | –                  | 3. Platz                                                         |
| Grün     | –                  | Platzierung in den Punkten                                       |
| Blau     | –                  | Klassifiziert außerhalb der Punkteränge                          |
| Violett  | DNF                | Rennen nicht beendet (did not finish)                            |
| Violett  | NC                 | nicht klassifiziert (not classified)                             |
| Rot      | DNQ                | nicht qualifiziert (did not qualify)                             |
| Rot      | DNPQ               | in Vorqualifikation gescheitert (did not pre-qualify)            |
| Schwarz  | DSQ                | disqualifiziert (disqualified)                                   |
| Weiß     | DNS                | nicht am Start (did not start)                                   |
| Weiß     | WD                 | zurückgezogen (withdrawn)                                        |
| Hellblau | PO                 | nur am Training teilgenommen (practiced only)                    |
| Hellblau | TD                 | Freitags-Testfahrer (test driver)                                |
| ohne     | DNP                | nicht am Training teilgenommen (did not practice)                |
| ohne     | INJ                | verletzt oder krank (injured)                                    |
| ohne     | EX                 | ausgeschlossen (excluded)                                        |
| ohne     | DNA                | nicht erschienen (did not arrive)                                |
| ohne     | C                  | Rennen abgesagt (cancelled)                                      |
| ohne     | keine WM-Teilnahme |                                                                  |
| sonstige | P/fett             | Pole-Position                                                    |
| sonstige | 1/2/3/4/5/6/7/8    | Punktplatzierung im Sprint-/Qualifikationsrennen                 |
| sonstige | SR/kursiv          | Schnellste Rennrunde                                             |
| sonstige | *                  | nicht im Ziel, aufgrund der zurückgelegten Distanz aber gewertet |
| sonstige | ()                 | Streichresultate                                                 |
| sonstige | unterstrichen      | Führender in der Gesamtwertung                                   |

Anmerkungen

## Technische Daten
| Kenngrößen                | Shadow DN1, 1973                                                                                    |
| ------------------------- | --------------------------------------------------------------------------------------------------- |
| Motor                     | Ford-Cosworth DFV V8-Motor, Mittelmotor (längs hinter dem Fahrer)                                   |
| Hubraum (Bohrung × Hub)   | 2993 cm³ (85,7 × 64,8 mm)                                                                           |
| Verdichtung               | 11,0 : 1                                                                                            |
| Leistung                  | 460 PS (ca. 343 kW) bei 10.500/min                                                                  |
| Ventilsteuerung           | 2 obenliegende Nockenwellen je Zylinderbank (DOHC)                                                  |
| Gemischaufbereitung       | Lucas-Saugrohreinspritzung                                                                          |
| Kraftübertragung          | 5-Gang-Getriebe, Hewland FG 400, Hinterradantrieb                                                   |
| Karosserie                | Aluminiummonocoque, Antriebsgruppe tragend                                                          |
| Radaufhängung vorn        | doppelte Querlenker mit Stabilisator, Schraubenfedern und Stoßdämpfer                               |
| Radaufhängung hinten      | doppelte Querlenker mit Stabilisator, Schraubenfedern, Stoßdämpfern und je einem oberen Längslenker |
| Lenkung                   | Zahnstangenlenkung, zweiteilige Lenksäule                                                           |
| Bremse                    | Scheibenbremse                                                                                      |
| Leergewicht (ohne Fahrer) | ca. 575 kg                                                                                          |